# Praia de São Lourenço (Mafra)

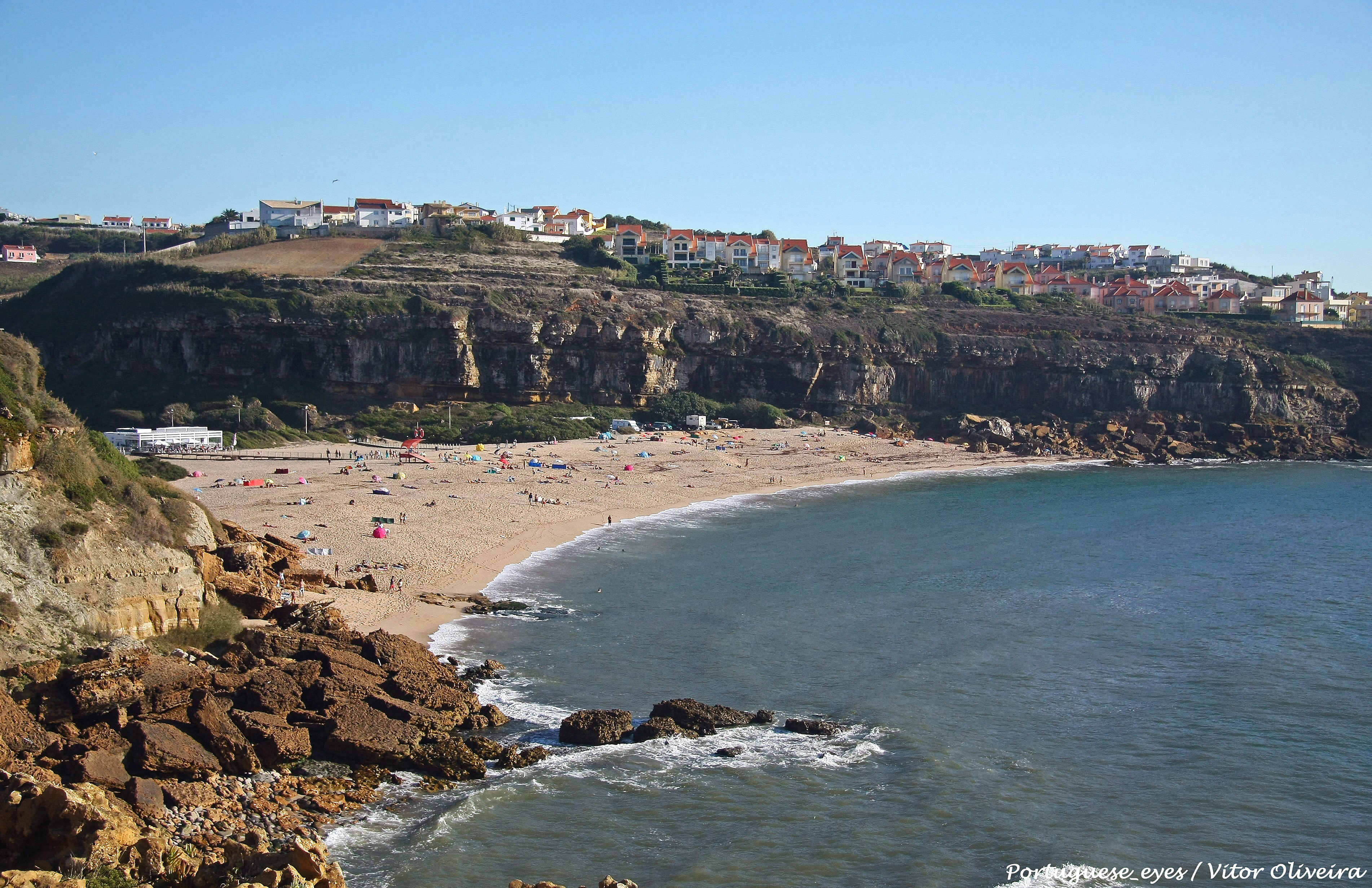
Praia de São Lourenço

A Praia de São Lourenço é uma praia portuguesa situada a norte da localidade de São Lourenço, freguesia de Encarnação, no município de Mafra, apenas a 5 km a norte da vila turística de Ericeira. Tem foz nesta praia o Rio Safarujo.